# Список женщин — полных кавалеров ордена Славы

В настоящем списке представлены в алфавитном порядке все женщины — полные кавалеры ордена Славы (всего 4 человека). Список содержит информацию о роде войск, датах Указов о присвоении звания, дате рождения по новому стилю и дате смерти кавалера. Погибшие или умершие от ран в ходе Великой Отечественной войны  выделены серым цветом .
| № п/п | Фото | Фамилия, Имя Отчество            | Фамилия после замужества | Род войск | Дата Указа и номер ордена | Дата Указа и номер ордена | Дата Указа и номер ордена | Годы жизни            |  |
| № п/п | Фото | Фамилия, Имя Отчество            | Фамилия после замужества | Род войск | 3 степень                 | 2 степень                 | 1 степень                 | Годы жизни            |  |
| ----- | ---- | -------------------------------- | ------------------------ | --------- | ------------------------- | ------------------------- | ------------------------- | --------------------- |  |
| 1     |      | Журкина, Надежда Александровна   | Киёк                     | авиация   | 30.04.1944 № 15967        | 15.11.1944 № 978          | 23.02.1948 № 1818         | 28.08.1920—24.04.2002 |  |
| 2     |      | Нечепорчукова, Матрёна Семёновна | Наздрачёва               | медики    | 11.08.1944 № 88619        | 13.04.1945 № 27599        | 15.05.1946 № 978          | 03.04.1924—22.03.2017 |  |
| 3     |      | Петрова, Нина Павловна           | —                        | пехота    | 02.03.1944 № 43904        | 20.08.1944 № 489          | 29.06.1945 —              | 27.06.1893—01.05.1945 |  |
| 4     |      | Станелиене, Дануте Юргио         | Маркаускене              | пехота    | 03.01.1944 № 1303         | 26.08.1944 № 3968         | 24.03.1945 № 38           | 20.04.1922—08.08.1994 |  |